# ReviverSoft
リバイバーソフト社（英: ReviverSoft）は、カリフォルニア州に拠点を置き、オフィスを米国、ヨーロッパ、アジア各地に持つ修復・メンテナンス・最適化ソフトウェアの製品開発をおこなう企業。創業者はMark Beareと、Davide De Vellis。

## 開発製品
開発ソフトには、Windows レジストリの効率や能率を最大限に復元を目的としたRegistry Reviver、PCのハードウェアとコンポーネントの効率や能率を最大限に復元するDriver Reviver、バッテリーの寿命を延ばす高度なコンピュータ診断をおこなうBattery Optimizer、パソコンをスキャンし、最大限に機能しているかどうかを測定するPC Benchmark、そしてiPhone用としてiPhone Battery Optimizer がある。

## 受賞と評価
- Battery Optimizer - 2010年雑誌「PCワールド」でお気に入りソフト
- Registry Reviver - 雑誌「PCテックガイド」にて10/10の満点評価

## 日本での評価
日本では、「無料版をダウンロードしたところ、多数のエラーを検出し、修復するには、有料版の購入が今すぐ必要と表示した」というような報告が、情報処理推進機構や国民生活センターに報告されている。「PCのエラーを修正しました。およそ2分かかる。修復プロセスを開始してください。」とでるが、虚偽であり、従ってはいけない。